# Бальзамування
Бальзамува́ння — метод запобігання гниттю трупів або окремих органів, який застосовується для знезараження трупів, для тривалого транспортування померлих, для збереження тіл людей після їх смерті, а також для викладання анатомії.
Бальзамування відоме з найдавніших часів. Суть бальзамування полягає в просочуванні тканин трупа деякими речовинами, які знищують мікробів, що викликають гниття, а також перешкоджають посмертному руйнуванню тканин. У Стародавньому Єгипті для бальзамування застосовувались запашні речовини — бальзами (звідси й виникла назва бальзамування). Тепер як основа для бальзамування широко використовується формалін.
В СРСР було набальзамовано тіла Леніна (за участю українського анатома В. П. Воробйова) та Сталіна. В Україні біля Вінниці зберігається (з 1881) забальзамоване тіло відомого вченого М. І. Пирогова.